# Бобровниково
Бобро́вниково (рос. Бобровниково) — присілок у складі Великоустюзького району Вологодської області, Росія. Входить до складу Юдинського сільського поселення.

## Населення
Населення — 228 осіб (2010; 240 у 2002).
Національний склад (станом на 2002 рік):
- росіяни — 93 %